# Værkliste for Friedrich Kuhlau
Liste over kompositioner af Friedrich Kuhlau.

## Orkesterværker
- Op. 7, Pianokoncert i C-dur - komp. 1810/publ. 1812

## Kammermusik
- Op. 6b, Sonatina for piano og obligat violi i D-dur - komp. 1811-2/publ. 1812
- Op. 10a, 3 Duetter for to fløjter i E, D-dur, G-dur
- Op. 10b, 12 variationer og soli for fløjte i D-dur, A-dur, d-mol, G-dur, G-dur, e-mol, G-dur, c-mol, D-dur, G-dur, D-dur, d-mol - komp. før 1810/publ. 1810
- Op. 13, 3 trioer for tre fløjter i D-dur, g-mol, F-dur - komp. omkr. 1814/publ. 1815
- Op. 32, Pianokvartet, violin, viola, og violoncell i c-mol - komp. 1820-1/publ. 1821
- Op. 33, Sonata for piano og violi i f-mol - komp. omkr. 1821/publ. 1822
- Op. 38, 3 Fantasier for fløjte i D-dur, G-dur, C-dur - komp. 1821/publ. 1822
- Op. 39, 3 Duoer for to fløjter i E, H-dur, D-dur -/publ. 1821/2
- Op. 45, Concertino for to horn - komp. omkr. 1822/publ. 1830
- Op. 50, kvartet for piano, violin, viola, og violoncell i A-dur - komp. omkr. 1821/publ. 1822
- Op. 51, Kvintet for fløjte, violin, to viola, og violoncell i D-dur, E-dur, A-dur - komp. omkr. 1822/publ. 1823
- Op. 57, 3 soli for fløjte og obligat piano i F-dur, a-mol, G-dur -/publ. 1824

- Op. 63, 6 variationer for fløjte og piano over Carl Maria von Webers "Euryanthe" - komp. omkr. 1824/publ. 1825

- Op. 64, Sonata for fløjte og piano i Es-dur -/publ. 1825
- Op. 68, 6 Divertimento for fløjte og obligat piano - komp. omkr. 1825/publ. 1825
- Op. 69, Sonater for fløjte og piano i G-dur - komp. omkr. 1825/publ. omkr. 1826

- Op. 71, Sonater for fløjte og piano i e-mol -/publ. 1826
- Op. 79, 3 Sonater for viola og piano i F-dur, a-mol, C-dur - komp. omkr. 1827/publ. 1827
- Op. 80, 3 Duoer for to fløjter i G-dur, C-dur, e-mol - komp. omkr. 1826/publ. 1827/8
- Op. 81, 3 Duoer for to fløjter i D-dur, F-dur, g-mol - komp. omkr. 1826/publ. 1827/82
- Op. 83, 3 Sonater for fløjte og piano i G-dur, C-dur, g-mol - komp. omkr. 1826/publ. 1827/8
- Op. 85, Sonata for fløjte og piano i A-dur -/publ. 1827
- Op. 86, 3 trioer for 3 fløjter i E-dur, D-dur, Es-dur - komp. omkr. 1826-7/publ. 1827
- Op. 87, 3 Duos for 2 fløjter i A-dur, g-mol, D-dur - komp. omkr. 1827/publ. 1827
- Op. 90, Trio for 3 fløjter i H-dur - komp. omkr. 1826/publ. 1828
- Op. 94, 8 variationer for fløjte og piano over George Louis Onslows "For The Girls" - komp. 1829/publ. 1829
- Op. 95, 3 Fantasier for fløjte og obligat piano - komp. omkr. 1828/publ. 1829
- Op. 98a, rondo for fløjte og piano over George Louis Onslows "The Book Peddler, Or The Lumberjack's Son" i E-dur - komp. omkr. 1828/publ. 1829
- Op. 99, 8 variationer for fløjte og piano over George Louis Onslows "The Book Peddler, Or The Lumberjack's Son" - komp. 1829/publ. 1830
- Op. 101, 8 variationer for fløjte og piano over Ludwig Spohrs opera "Jessonda" - komp. omkr. 1829/publ. 1830
- Op. 102, 3 Duos for to fløjter i D-dur, E-dur, A-dur - komp. omkr. 1829/publ. 1830
- Op. 103, kvartet for fire fløjter i e-mol - komp. 1829/publ. 1830
- Op. 104, 5 variationer for fløjte og piano over en skotsk Folk Song - komp. 1829/publ. 1830
- Op. 105, 7 variationer for fløjte og piano over en Irsk Folk Song - komp. 1829/publ. 1830
- Op. 108, kvartet for piano, violin, viola, og violoncell i g-mol - komp. 1829/publ. 1833

- Op. 110, 3 Brilliant Duos for fløjte eller viola og piano i H-dur, e-mol, D-dur -/publ. 1830
- Op. 119, Trio for to fløjter o piano i G-dur -/publ. 1832

- Op. 122, kvartet for to violiner, viola og violoncell i a-moll - komp. 1831/publ. 1841

## Piano

### Rondoer
- Op. 1, 3 Rondo for piano i C-dur - komp. omkr. 1809/publ. 1810
- Op. 2, 3 rondo for piano i A-dur - komp. omkr. 1809/publ. 1810
- Op. 3, 3 rondo for piano i F-dur - komp. omkr. 1809/publ. 1810
- Op. 31, 3 lette rondo for piano - komp. 1820/publ. 1821
- Op. 40, 6 lette rondo for piano - komp. omkr. 1821/publ. 1822
- Op. 41, 8 lette rondo for piano - komp. omkr. 1821/publ. 1822
- Op. 56, 3 lette rondo for piano over Wolfgang Amadeus Mozarts "Figaros bryllup" - komp. 1823/publ. 1823
- Op. 73, 3 rondo for piano över operamelodier - komp. omkr. 1826/publ. 1826
- Op. 84, 3 rondo for piano över operamelodier - komp. 1827/publ. 1827
- Op. 92, "The Charms Of Copenhagen"; rondo for piano - komp. omkr. 1826/publ. 1828
- Op. 96, rondo for piano over George Louis Onslows Opera "The Book Peddler, Or The Lumberjack's Son" - komp. omkr. 1828/publ. 1828
- Op. 97, 2 rondo for piano over Joseph Ferdinand Hérolds Opera "Marie" - komp. 1829/publ. 1829
- Op. 98b, rondo for piano fra Op. 98a i E-dur - komp. 1834/
- Op. 109, 3 rondo for piano over elskede melodier - komp. 1829/30/publ. 1830
- Op. 113, 3 rondo for piano over operamelodier - komp. omkr. 1831/publ. 1832
- Op. 118, 3 rondo for piano over operamelodier af Daniel François Auber - komp. omkr. 1830-1/publ. 1831
- Op. 120, "The Lightness"; rondo for piano over Niccolò Paganini i F-dur -/publ. 1832
- Op. 121, "The Little Bell"; rondo for piano over Niccolò Paganini i a-moll -/publ. 1832
- Op. 125, Pastoral rondo for piano i C-dur -/publ. 1832

### Sonater
- Op. 4, Pianosonate i Es-dur - komp. omkr. 1810/publ. 1810
- Op. 5a, Pianosonate i D - komp. omkr. 1811-2/publ. 1812
- Op. 6a, 3 Sonater for piano i a-mol, D-dur, F-dur - komp. omkr. 1811/publ. 1812
- Op. 8a, Sonate for piano i A-dur - komp. omkr. 1812/publ. 1814
- Op. 30, Sonate for piano i H-dur -/publ. 1821
- Op. 26, 3 Sonater for piano i G-dur major, C-dur, Ess-dur -/publ. 1821
- Op. 34, Sonate for piano i G-dur - komp. 1821/publ. 1822
- Op. 46, 3 Sonater for piano i G-dur, d-mol, C-dur - komp. omkr. 1822/publ. 1823
- Op. 52, 3 Sonater for piano i F-dur, H-dur, A-dur - komp. omkr. 1822/publ. 1823
- Op. 127, Sonate for piano i Es-dur - komp. før 1820/publ. 1833

### Sonatiner
- Op. 20, 3 sonatiner for piano i C-dur, G-dur, F-dur - komp. omkr. 1819/publ. 1820
- Op. 55, 6 sonatiner for piano i C-dur, G-dur, C-dur, G-dur, D-dur, C-dur - komp. 1823/publ. 1823
- Op. 59, 3 sonatiner for piano i A-dur, F-dur, C-dur - komp. omkr. 1824/publ. 1824
- Op. 60, 3 sonatiner med variationer for piano i F-dur, A-dur, C-dur - komp. omkr. 1825/publ. 1825
- Op. 88, 4 sonatiner for piano i C-dur, G-dur, a-mol, F-dur - komp. 1827/publ. 1827

### Variationer
- Op. 12, 7 variationer for piano - komp. omkr. 1814/publ. 1815
- Op. 14, 5 variationer for piano - komp. omkr. 1813/publ. 1813
- Op. 15, 8 variationer for piano - komp. omkr. 1815/publ. 1816
- Op. 16, 8 variationer for piano - komp. omkr. 1818/publ. 1819
- Op. 18, 9 variationer for piano -/publ. 1819
- Op. 22, variationer for piano - komp. omkr. 1820/publ. 1820
- Op. 35, 9 variationer for piano - komp. 1821/publ. 1821
- Op. 42, 6 variationer for piano over østrigske folkesange - komp. omkr. 1821/publ. 1822
- Op. 48, 10 variationer for piano over en folkesang fra Carl Maria von Webers Friskytten - komp. omkr. 1822/publ. 1822
- Op. 49, variationer for piano over seks temaer fra Carl Maria von Webers Friskytten - komp. 1822/publ. 1822
- Op. 53, variationer for piano - komp. 1822/3/publ. 1823
- Op. 54, 10 variationer för piano over Giuseppe Francesco Bianchi - komp. omkr. 1823/publ. 1823
- Op. 62, variationer för piano over tre temaer fra Carl Maria von Webers Euryanthe - komp. omkr. 1824/publ. 1824
- Op. 91, 11 variationer for piano over Kari Won - komp. omkr. 1826/publ. 1828
- Op. 116, variationer för piano over Gioachino Antonio Rossinis Wilhelm Tell - komp. omkr. 1831/publ. 1831

### Firhændigt piano
- Op. 17, Sonatina for firhændigt piano i F-dur -/publ. 1818
- Op. 24, 8 valse for firhændigt piano - komp. omkr. 1820/publ. 1821
- Op. 28, 6 valser for firhændigt piano -/publ. 1821/2
- Op. 44, 3 sonatiner for firhændigt piano i G-dur, C-dur, F-dur - komp. omkr. 1822/publ. 1822
- Op. 58, 4 variationer for firhændigt piano över "Give Calm, O Heaven" fra Gioachino Antonio Rossini's "Othello" - komp. omkr. 1823/publ. 1824
- Op. 66, 3 sonatiner for firhændigt piano i F-dur, C-dur, G-dur - komp. omkr. 1824/publ. 1825
- Op. 70, 3 rondo for firhændigt piano - komp. omkr. 1826/publ. 1826
- Op. 72a, 9 variationer for firhændigt piano over Ludwig van Beethovens "Heart, My Heart, What Is Giving?", Op. 75, Nr. 2 - komp. omkr. 1826/publ. 1826
- Op. 75, variationer for firhændigt piano over Ludwig van Beethovens "The Quail's Beating", WoO 129 - komp. omkr. 1826/publ. 1826/7
- Op. 76, 8 variationer for firhændigt piano over Ludwig van Beethovens "The Luck Of Life", Op. 88 - komp. omkr. 1826/publ. 1827
- Op. 77, 8 variationer for firhændigt piano over Ludwig van Beethovens "Longing",Op. 83, Nr. 2 - komp. omkr. 1826/publ. 1827
- Op. 111, 3 rondo for firhændigt piano i C-dur, D-dur, D-dur - komp. omkr. 1831/publ. 1831
- Op. 114, 3 Varied Airs for firhændigt piano i G-dur, C-dur, F-dur -/publ. 1832
- Op. 123, Allegro Patetico for firhændigt piano -/publ. 1832
- Op. 124, Adagio rondo for firhændigt piano i D-dur -/publ. 1832

### Andre
- Op. 25, fantasi og variationer for piano - komp. omkr. 1815/publ. 1821
- Op. 37, Divertimento for piano i Es-dur - komp. 1821/publ. 1822
- Op. 61, 6 Divertimento i form af en vals for piano - komp. omkr. 1824/publ. 1825
- Op. 74b, Adaptation for piano af op. 74a - komp. 1825-6/publ. 1873
- Op. 93, fantasi for piano over svenske sange -/publ. 1828
- Op. 112, 3 Varied Airs for piano i C-dur, G-dur, F-dur - komp. omkr. 1831/publ. 1831
- Op. 117, 3 Rondolettos for piano over sange af Ludwig van Beethoven - komp. omkr. 1831/publ. 1831
- Op. 126, Divertimento for piano over temaer af Wolfgang Amadeus Mozart -/publ. 1833

## Operaer
- Op. 27, "Trylleharpen" - komp. 1816/publ. 1820
- Op. 29, "Elisa"; musik for drama - komp. 1819-20/publ. 1820
- Op. 47, "Eurydike i Tartarus"; musik for drama (af Jens Baggesen) - komp. 1816/Ouvertyr publ. 1823
- Op. 74a, "William Shakespeare"; drama med musik (af Casper Johannes Boye) - komp. 1825-6/ouvertyr publ. 1826
- Op. 65, "Lulu"; opera i tre akter (af Carl Frederik Güntelberg) - komp. 1823-4/publ. 1825
- Op. 100, "Elverhøj"; musik for drama i fem akter (af Johan Ludvig Heiberg) - komp. 1828/publ. 1828
- Op. 107, "Hugo og Adelheid"; opera i tre akter (af Casper Johannes Boye) - komp. 1827/publ. 1827/38
- Op. 115, "Trillingbrødrene fra Damask"; komedie i tre akter (af Adam Gottlob Oehlenschläger) - komp. 1830/publ. 1830

## Kor
- Op. 36, "The Celebration Of Goodwill" for stemme og akkompagnement -/publ. 1822
- Op. 67, 6 sange for mandsstemmer -/publ. omkr. 1825
- Op. 82, 9 firstemmige sange for mandskor a cappella - komp. 1826/publ. 1828
- Op. 89, 8 firstemmige sange for mandskor a cappella - komp. omkr. 1826/publ. 1828/9

## Sange
- Op. 5b, 3 sange med piano - komp. før 1806/publ. omkr. 1806-7
- Op. 9, 6 sange med piano - komp. omkr. 1813/publ. 1814
- Op. 11a, 10 tyske sange med piano - komp. 1813/publ. 1814
- Op. 11b, "The Oracle Bell" for stemme og piano - komp. omkr. 1810/publ. 1810
- Op. 19, 10 tyske sange med piano - komp. omkr. 1818/publ. 1819
- Op. 21, 3 digte af Heinrich Wilhelm von Gerstenberg med piano - komp. omkr. 1820/publ. 1820
- Op. 23, 12 tyske sange med piano - komp. 1819/publ. 1820
- Op. 72b, 3 sange med piano - komp. 1821-3/publ. 1823
- Op. 78, 2 digte af Ignaz Franz Castelli for stemme og piano -/publ. omkr. 1827
- Op. 106, 6 Romanser og sange af Friedrich de la Motte Fouqué med piano - komp. 1829/publ. 1830

## Efter opusnummer
- Op. 1, 3 Rondo för piano i C-dur - komp. omkr. 1809/publ. 1810
- Op. 2, 3 rondo for piano i A-dur - komp. omkr. 1809/publ. 1810
- Op. 3, 3 rondo for piano i F-dur - komp. omkr. 1809/publ. 1810
- Op. 4, Pianosonate i Ess-dur - komp. omkr. 1810/publ. 1810
- Op. 5a, Pianosonate i D - komp. omkr. 1811-2/publ. 1812
- Op. 5b, 3 sange med piano - komp. før 1806/publ. omkr. 1806-7
- Op. 6a, 3 Sonater for piano i a-moll, D-dur, F-dur - komp. omkr. 1811/publ. 1812
- Op. 6b, Sonatine for piano och obligat violin i D-dur - komp. 1811-2/publ. 1812
- Op. 7, Pianokoncert i C-dur - komp. 1810/publ. 1812
- Op. 8a, Sonate for piano i A-dur - komp. omkr. 1812/publ. 1814
- Op. 9, 6 sange med piano - komp. omkr. 1813/publ. 1814
- Op. 10a, 3 Duetter for to fløjter i E, D-dur, G-dur
- Op. 10b, 12 variationer og soli for fløjte i D-dur, A-dur, d-mol, G-dur, G-dur, e-mol, G-dur, c-mol, D-dur, G-dur, D-dur, d-mol - komp. før 1810/publ. 1810
- Op. 11a, 10 tyske sange med piano - komp. 1813/publ. 1814
- Op. 11b, "The Oracle Bell" for stemme og piano - komp. omkr. 1810/publ. 1810
- Op. 12, 7 variationer for piano - komp. omkr. 1814/publ. 1815
- Op. 13, 3 trioer for tre fløjter i D-dur, g-moll, F-dur - komp. omkr. 1814/publ. 1815
- Op. 14, 5 variationer for piano - komp. omkr. 1813/publ. 1813
- Op. 15, 8 variationer for piano - komp. omkr. 1815/publ. 1816
- Op. 16, 8 variationer for piano - komp. omkr. 1818/publ. 1819
- Op. 17, Sonatina for firhændigt piano i F-dur -/publ. 1818
- Op. 18, 9 variationer for piano -/publ. 1819
- Op. 19, 10 tyske sange med piano - komp. omkr. 1818/publ. 1819
- Op. 20, 3 sonatiner for piano i C-dur, G-dur, F-dur - komp. omkr. 1819/publ. 1820
- Op. 21, 3 digte af Heinrich Wilhelm von Gerstenberg med piano - komp. omkr. 1820/publ. 1820
- Op. 22, variationer for piano - komp. omkr. 1820/publ. 1820
- Op. 23, 12 tyske sange med piano - komp. 1819/publ. 1820
- Op. 24, 8 valse for firhændigt piano - komp. omkr. 1820/publ. 1821
- Op. 25, fantasi og variationer for piano - komp. omkr. 1815/publ. 1821
- Op. 26, 3 Sonater for piano i G-dur major, C-dur, Es-dur -/publ. 1821
- Op. 27, "The Magic Harp" - komp. 1816/publ. 1820
- Op. 28, 6 valse for firhændigt piano -/publ. 1821/2
- Op. 29, "Elisa"; musik for drama - komp. 1819-20/publ. 1820
- Op. 30, Sonata for piano i H-dur -/publ. 1821
- Op. 31, 3 lette rondo for piano - komp. 1820/publ. 1821
- Op. 32, Pianokvartet, violin, viola, og violoncell i c-mol - komp. 1820-1/publ. 1821
- Op. 33, Sonata for piano og violi i f-moll - komp. omkr. 1821/publ. 1822
- Op. 34, Sonata for piano i G-dur - komp. 1821/publ. 1822
- Op. 35, 9 variationer for piano - komp. 1821/publ. 1821
- Op. 36, "The Celebration Of Goodwill" for stemme og akkompagnement -/publ. 1822
- Op. 37, Divertimento for piano i Es-dur - komp. 1821/publ. 1822
- Op. 38, 3 Fantasier for fløjte i D-dur, G-dur, C-dur - komp. 1821/publ. 1822
- Op. 39, 3 Duoer for to fløjter i E, H-dur, D-dur -/publ. 1821/2
- Op. 40, 6 lette rondo for piano - komp. omkr. 1821/publ. 1822
- Op. 41, 8 lette rondo for piano - komp. omkr. 1821/publ. 1822
- Op. 42, 6 variationer for piano over østrigske folkesange - komp. omkr. 1821/publ. 1822
- Op. 43
- Op. 44, 3 sonatiner for firhændigt piano i G-dur, C-dur, F-dur - komp. omkr. 1822/publ. 1822
- Op. 45, Concertino for to horn - komp. omkr. 1822/publ. 1830
- Op. 46, 3 Sonater for piano i G-dur, d-mol, C-dur - komp. omkr. 1822/publ. 1823
- Op. 47, "Eurydike i Tartarus"; musik for drama (af Jens Immanuel Baggesen) - komp. 1816/Ouvertyr publ. 1823
- Op. 48, 10 variationer for piano over en folkesang fra Carl Maria von Webers Friskytten - komp. omkr. 1822/publ. 1822
- Op. 49, variationer for piano over seks temaer fra Carl Maria von Webers Der Freischütz - komp. 1822/publ. 1822
- Op. 50, kvartet for piano, violin, viola, og violoncell i A-dur - komp. omkr. 1821/publ. 1822
- Op. 51, Kvintet for fløjte, violin, to viola, og violoncell i D-dur, E-dur, A-dur - komp. omkr. 1822/publ. 1823
- Op. 52, 3 Sonater for piano i F-dur, H-dur, A-dur - komp. omkr. 1822/publ. 1823
- Op. 53, variationer for piano - komp. 1822/3/publ. 1823
- Op. 54, 10 variationer for piano over Giuseppe Francesco Bianchi - komp. omkr. 1823/publ. 1823
- Op. 55, 6 sonatiner for piano i C-dur, G-dur, C-dur, G-dur, D-dur, C-dur - komp. 1823/publ. 1823
- Op. 56, 3 Easy rondo for piano över Wolfgang Amadeus Mozarts "Figaros bryllup" - komp. 1823/publ. 1823
- Op. 57, 3 soli for fløjte og obligat piano i F-dur, a-mol, G-dur -/publ. 1824
- Op. 58, 4 variationer for firhændigt piano over "Give Calm, O Heaven" fra Gioachino Antonio Rossinis "Otello" - komp. omkr. 1823/publ. 1824
- Op. 59, 3 sonatiner for piano i A-dur, F-dur, C-dur - komp. omkr. 1824/publ. 1824
- Op. 60, 3 sonatiner med variationer for piano i F-dur, A-dur, C-dur - komp. omkr. 1825/publ. 1825
- Op. 61, 6 Divertimento i form af en vals for piano - komp. omkr. 1824/publ. 1825
- Op. 62, variationer för piano over tre temaer fra Carl Maria von Webers "Euryanthe" - komp. omkr. 1824/publ. 1824
- Op. 63, 6 variationer for fløjte og piano over Carl Maria von Webers "Euryanthe" - komp. omkr. 1824/publ. 1825
- Op. 64, Sonata for fløjte og piano i Es-dur -/publ. 1825
- Op. 65, "Lulu"; opera i tre akter (af Carl Frederik Güntelberg) - komp. 1823-4/publ. 1825
- Op. 66, 3 sonatiner for firhændigt piano i F-dur, C-dur, G-dur - komp. omkr. 1824/publ. 1825
- Op. 67, 6 sange for mandsstemmer -/publ. omkr. 1825
- Op. 68, 6 Divertimento for fløjte og obligat piano - komp. omkr. 1825/publ. 1825
- Op. 69, Sonater for fløjte og piano i G-dur - komp. omkr. 1825/publ. omkr. 1826
- Op. 70, 3 rondo for firhændigt piano - komp. omkr. 1826/publ. 1826
- Op. 71, Sonater for fløjte og piano i e-moll -/publ. 1826
- Op. 72a, 9 variationer for firhændigt piano over Ludwig van Beethovens "Heart, My Heart, What Is Giving?", Op. 75, Nr. 2 - komp. omkr. 1826/publ. 1826
- Op. 72b, 3 sange med piano - komp. 1821-3/publ. 1823
- Op. 73, 3 rondo for piano over operamelodier - komp. omkr. 1826/publ. 1826
- Op. 74a, "William Shakespeare"; musik for drama (af Casper Johannes Boye) - komp. 1825-6/ouvertyr publ. 1826
- Op. 74b, Adaptation for piano af op. 74a - komp. 1825-6/publ. 1873
- Op. 75, variationer for firhændigt piano over Ludwig van Beethovens "The Quail's Beating", WoO 129 - komp. omkr. 1826/publ. 1826/7
- Op. 76, 8 variationer for firhændigt piano over Ludwig van Beethovens "The Luck Of Life", Op. 88 - komp. omkr. 1826/publ. 1827
- Op. 77, 8 variationer for firhændigt piano over Ludwig van Beethovens "Longing",Op. 83, Nr. 2 - komp. omkr. 1826/publ. 1827
- Op. 78, 2 digte af Ignaz Franz Castelli for stemme og piano -/publ. omkr. 1827
- Op. 79, 3 Sonater for viola og piano i F-dur, a-mol, C-dur - komp. omkr. 1827/publ. 1827
- Op. 80, 3 Duor for to fløjter i G-dur, C-dur, e-mol - komp. omkr. 1826/publ. 1827/8
- Op. 81, 3 Duor for to fløjter i D-dur, F-dur, g-mol - komp. omkr. 1826/publ. 1827/82
- Op. 82, 9 firstemmige sange for mandskor a cappella - komp. 1826/publ. 1828
- Op. 83, 3 Sonater for fløjte og piano i G-dur, C-dur, g-mol - komp. omkr. 1826/publ. 1827/8
- Op. 84, 3 rondo for piano over operamelodier - komp. 1827/publ. 1827
- Op. 85, Sonata för flöjt och piano i A-dur -/publ. 1827
- Op. 86, 3 trioer for 3 fløjter i E-dur, D-dur, Es-dur - komp. omkr. 1826-7/publ. 1827
- Op. 87, 3 Duoer for 2 fløjter i A-dur, g-mol, D-dur - komp. omkr. 1827/publ. 1827
- Op. 88, 4 sonatiner for piano i C-dur, G-dur, a-mol, F-dur - komp. 1827/publ. 1827
- Op. 89, 8 firstemmige sange for mandskor a cappella - komp. omkr. 1826/publ. 1828/9
- Op. 90, Trio for 3 fløjter i H-dur - komp. omkr. 1826/publ. 1828
- Op. 91, 11 variationer for piano over "Kari Won" - komp. omkr. 1826/publ. 1828
- Op. 92, "The Charms Of Copenhagen"; rondo for piano - komp. omkr. 1826/publ. 1828
- Op. 93, fantasi for piano over svenske sange -/publ. 1828
- Op. 94, 8 variationer for fløjte og piano over George Louis Onslows "For The Girls" - komp. 1829/publ. 1829
- Op. 95, 3 Fantasier for fløjte og obligat piano - komp. omkr. 1828/publ. 1829
- Op. 96, rondo for piano over George Louis Onslows Opera "The Book Peddler, Or The Lumberjack's Son" - komp. omkr. 1828/publ. 1828
- Op. 97, 2 rondo for piano over Joseph Ferdinand Hérolds Opera "Marie" - komp. 1829/publ. 1829
- Op. 98a, rondo for fløjte og piano over George Louis Onslows "The Book Peddler, Or The Lumberjack's Son" i E-dur - komp. omkr. 1828/publ. 1829
- Op. 98b, rondo for piano fra Op. 98a i E-dur - komp. 1834/
- Op. 99, 8 variationer for fløjte og piano over George Louis Onslows "The Book Peddler, Or The Lumberjack's Son" - komp. 1829/publ. 1830
- Op. 100, "Elves' Hill"; musik för drama i fem akter (af Johan Ludvig Heiberg) - komp. 1828/publ. 1828
- Op. 101, 8 variationer for fløjte og piano over Ludwig Spohrs opera "Jessonda" - komp. omkr. 1829/publ. 1830
- Op. 102, 3 Duoer for to fløjter i D-dur, E-dur, A-dur - komp. omkr. 1829/publ. 1830
- Op. 103, kvartet for fire fløjter i e-mol - komp. 1829/publ. 1830
- Op. 104, 5 variationer for fløjte og piano over A Scottish Folk Song - komp. 1829/publ. 1830
- Op. 105, 7 variationer for fløjte og piano over An Irish Folk Song - komp. 1829/publ. 1830
- Op. 106, 6 Romanser og sange af Friedrich de la Motte Fouqué med piano - komp. 1829/publ. 1830
- Op. 107, "Hugh og Adelaide"; opera i tre akter (af Casper Johannes Boye) - komp. 1827/publ. 1827/38
- Op. 108, kvartet for piano, violin, viola, og violoncell i g-mol - komp. 1829/publ. 1833
- Op. 109, 3 rondo for piano over elskede melodier - komp. 1829/30/publ. 1830
- Op. 110, 3 Brilliant Duos for fløjte eller viola og piano i H-dur, e-mol, D-dur -/publ. 1830
- Op. 111, 3 rondo for firhændigt piano i C-dur, D-dur, D-dur - komp. omkr. 1831/publ. 1831
- Op. 112, 3 variationer Airs for piano i C-dur, G-dur, F-dur - komp. omkr. 1831/publ. 1831
- Op. 113, 3 rondo for piano over operamelodier - komp. omkr. 1831/publ. 1832
- Op. 114, 3 variationer Airs for firhændigt piano i G-dur, C-dur, F-dur -/publ. 1832
- Op. 115, "The tre Brothers ur Damascus"; komedi i tre akter (av Adam Gottlob Oehlenschläger) - komp. 1830/publ. 1830
- Op. 116, variationer for piano over Gioachino Antonio Rossinis "William Tell" - komp. omkr. 1831/publ. 1831
- Op. 117, 3 Rondolettos for piano over sange af Ludwig van Beethoven - komp. omkr. 1831/publ. 1831
- Op. 118, 3 rondo for piano over operamelodier af Daniel François Auber - komp. omkr. 1830-1/publ. 1831
- Op. 119, Trio for to fløjter og piano i G-dur -/publ. 1832
- Op. 120, "The Lightness"; rondo for piano over Niccolò Paganini i F-dur -/publ. 1832
- Op. 121, "The Little Bell"; rondo for piano över Niccolò Paganini i a-moll -/publ. 1832
- Op. 122, kvartet for to violiner, viola, och violoncell i a-moll - komp. 1831/publ. 1841
- Op. 123, Allegro Patetico for firhændigt piano -/publ. 1832
- Op. 124, Adagio rondo for firhændigt piano i D-dur -/publ. 1832
- Op. 125, Pastoral rondo for piano i C-dur -/publ. 1832
- Op. 126, Divertimento for piano over temaer af Wolfgang Amadeus Mozart -/publ. 1833
- Op. 127, Sonate for piano i Es-dur - komp. før 1820/publ. 1833

## Uden opusnummer
- WoO 128, 2 romancer fra "Hugh fra Reinberg"; tragedie i fem akter (af Adam Gottlob Oehlenschläger) - komp. 1814/publ. 1814
- WoO 129, "Røverborgen"  opera i tre akter (af Adam Gottlob Oehlenschläger) - komp. 1813/publ. 1815
- WoO 130, "The Happy Hero"; lyrisk scene (af Christian Levi Sander) - komp. omkr. 1819/
- WoO 131, 2 sange fra "Aladdin"; musik for drama (af Adam Gottlob Oehlenschläger) - komp. 1816-30/publ. 1839
- WoO 132, "över The Joy" for soli, kor, og orkester - komp. 1813/
- WoO 133, Cantatina for to sopraner og blandet kor med fløjte og strygeorkester - komp. omkr. 1814/
- WoO 134, "Reformation kantate" - komp. 1817/
- WoO 135, "Sorrow Cantata" - komp. 1818/
- WoO 136, "Wedding Cantata" - komp. 1828/
- WoO 137a, to folkesange for stemme og piano - komp. omkr. 1819/publ. 1819
- WoO 137b, Adaptation for orkester af Op. 137a, Nr. 2 - komp. omkr. 1819/publ. 1819
- WoO 138, March for piano med obligat kor - komp. omkr. 1820/publ. 1821
- WoO 139, Norges nationalsang - komp. 1821/publ. 1822
- WoO 140, Song for The Ground Cadets - komp. 1828/publ. 1828
- WoO 141, "Voice In The Darkness" for mandskor med Gitar -/
- WoO 142, "Joy"; sang for to sopraner, tenor, og bas med piano -/publ. 1824
- WoO 143, 2 Mosaic kor - komp. 1817/publ. 1826
- WoO 144, "Nice Is No More, My Friend"; duettino med piano -/publ. før 1808
- WoO 145, "The Abbess och The Nun"; antifon for to stemmer med piano -/publ. omkr. 1810
- WoO 146, "The Flowers" for stemme og piano - komp. før 1808/publ. före 1808
- WoO 147, "The Violets" for stemme og piano - komp. før 1808/publ. 1808
- WoO 148, Air ur "One of three" for stemme og piano -/
- WoO 149, Easy Pieces for stemme og piano - komp. før 1810/publ. före 1810
- WoO 150, "Resignation" for stemme og piano - komp. før 1810/publ. omkr. 1810
- WoO 151, "Do You Know The Land?" for stemme og piano - komp. før 1810/publ. omkr. 1810
- WoO 152, "The Bathing Maiden" for stemme og piano - komp. før 1811/publ. omkr. 1810
- WoO 153, 3 Canzonettas for stemme og piano - komp. 1813/publ. 1818/9
- WoO 154, "Romance över The First Of January" for stemme og piano - komp. 1813/publ. 1813
- WoO 155, "Fresh ur The Joy" for stemme og piano - komp. 1814/publ. 1842
- WoO 156, "Restless Love" for stemme og piano -/publ. omkr. 1815
- WoO 157, "The Flower Of Eternity" for stemme og piano - komp. omkr. 1818/publ. 1818
- WoO 158, "Roses för Every Month" for fire stemmer med piano - komp. 1818/publ. 1818
- WoO 159, "Urania" for stemme og piano -/publ. omkr. 1820
- WoO 160, "The Border At Hjelmen" for stemme og piano - komp. 1822/publ. 1822
- WoO 161, "The Trip To The Moon" for stemme og piano - komp. omkr. 1822/publ. 1822
- WoO 162, "In The Spring" for stemme og piano - komp. omkr. 1823/publ. 1823
- WoO 163, "Song To Freedom" for stemme og piano - komp. omkr. 1824/publ. 1824
- WoO 164, 2 sange fra "A Mountai Fairy Tale" for stemme og piano - komp. 1824/5/publ. 1825
- WoO 165, "Memory" for stemme og piano - komp. omkr. 1827/publ. 1827
- WoO 166, 3 Postuma sange for stemme og piano -/publ. 1875
- WoO 167, 3 sange fra Vang for stemme og piano -/
- WoO 168, "Eleonore's Rapture" for stemme med fløjte og piano - komp. omkr. 1829/
- WoO 169, Tostemmig Puzzle Kanon - komp. före 1809/publ. 1808/9
- WoO 170, 5 Puzzle Kanons -/publ. 1811
- WoO 171, "Alleluia"; trestemmig kanon -/publ. 1811
- WoO 172, Kanon for piano -/publ. 1811
- WoO 173, "Ave Maria"; syvstemmig kanon -/publ. 1812
- WoO 174, Tostemmig kanon i a-moll -/
- WoO 175, Tolvstemmig kanon -/
- WoO 176, Musikalisk anagram over B,A,C,H -/
- WoO 177, "Kaael, Not Tepid"; kanon af Ludwig van Beethoven -/
- WoO 178, Tostemmig kanon i H-dur -/publ. 1820
- WoO 179, Firstemmige kanon i a-moll -/publ. 1821
- WoO 180, "Plead, Weep"; firstemmig kanon -/publ. 1821
- WoO 181, "Good Wine"; seksstemmig kanon-/publ. 1821
- WoO 182, Kanon for 28 stemmer -/publ. 1821
- WoO 183, Comic Canons -/publ. 1817
- WoO 184, Firstemmige Puzzle Kanon -/
- WoO 185, Symfoni - komp. før 1805/
- WoO 186, 12 danse for to violiner og kontrabas - komp. før 1808/
- WoO 187, Pianokoncert i f-mol - komp. 1811/
- WoO 188, 3 Cantabile Movements for fløjte -/publ. 1834
- WoO 189, Andante og Polacca for horn og piano/
- WoO 190, Engelske danse for fire instrumenter -/
- WoO 191, Sonatina for firhændigt piano i C-dur -/publ. omkr. 1835
- WoO 192, Divertimento for firhændigt piano i Bb-dur -/publ. 1838
- WoO 193, valse fra Dobberan for firhændigt piano -/publ. före 1824
- WoO 194, Adagio og Allegro Con Brio for piano - komp./publ. före 1820
- WoO 195, Grave og Allegro non tanto for piano - komp. omkr. 1820/
- WoO 196, variationer for piano over en Air af Henri Montan Berton - komp. før 1808/publ. 1807
- WoO 197, "For The Well-Being Of Hamburg"; variationer for piano - komp. før 1810/
- WoO 198, 67 variationer for piano - komp. före 1816/publ. før 1816
- WoO 199, "During A Dark Trip" for piano - komp. före 1816/publ. før 1816
- WoO 200, ochantino med variationer for piano -/publ. 1822
- WoO 201, Lento Al Rovescio for piano - komp. före 1818/
- WoO 202, rondo for piano i A-dur - komp. 1815/
- WoO 203, rondo for piano over et tema af Jacques Pierre Rode i a-moll -/publ. 1814
- WoO 204, "Thunderstorm At The Sea"; tone painting för piano - komp. omkr. 1810/
- WoO 205, Funeral March for piano - komp. 1814/publ. 1814
- WoO 206, 2 Lamentation Marches for piano - komp. 1815/publ. 1815
- WoO 207, "The Meeting Of The Bodyguards"; march for piano - komp. omkr. 1815/publ. 1815
- WoO 208, 2 Weapon-Dances for piano -/publ. 1816
- WoO 209, Review March for The Guards för piano -/publ. 1818
- WoO 210, 6 valse for piano - komp. före 1808/publ. före 1808
- WoO 211, 10 valse for piano -/publ. 1812/3
- WoO 212, 12 valse for piano -/publ. 1817
- WoO 213, Favorite valse for piano i A-dur -/publ. 1817
- WoO 214, Valser for piano i F-dur - komp. omkr. 1818/
- WoO 215, "Kaleidacousticon" för piano - komp. omkr. 1817/publ. omkr. 1817
- WoO 216, Great Heroic Waltz för piano -/publ. 1822
- WoO 217, 12 skotske danse for piano -/publ. omkr. 1810
- WoO 218, 6 skotske danse for piano -/publ. 1812
- WoO 219, "Old och New Times"; minuet for piano -/publ. omkr. 1812
- WoO 220, Ecossaise for piano i Ess-dur -/
- WoO 221, Polonaise for piano i H-dur -/publ. omkr. 1834
- WoO 222, Figured Bass Skole -/
- WoO 223, Overture over "The Triumph Of Love" -/
- WoO 224, Scene fra Ossian's "Comala" -/
- WoO 225, "Moses"; musik for drama (af Ernst August Klingemann) -/
- WoO 226, "Alfred"; opera (af August Friedrich von Kotzebue) -/
- WoO 227, 3 Progressive Sonater for fløjte eller violi og piano -/
- WoO 228, 6 valse for firhændigt piano -/
- WoO 229, 5 valse for piano -/
- WoO 230, 6 små valse for piano -/
- WoO 231, 12 digte af Frederik Høegh-Guldberg -/
- WoO 232, Romanser og sange i to bind for stemme og piano -/